# Großer Preis von Argentinien 1957
Der Große Preis von Argentinien 1957 (offiziell V Gran Premio de la Republica Argentina) fand am 13. Januar auf dem Autódromo Municipal Ciudad de Buenos Aires in Buenos Aires statt und war das erste Rennen der Automobil-Weltmeisterschaft 1957.

## Bericht

### Hintergrund
Die Automobil-Weltmeisterschaft 1957 begann mit dem Auftaktrennen in Argentinien sehr früh im Jahr. Die Teams traten somit lediglich mit leicht modifizierten Vorjahreswagen an, britische Team waren gar nicht am Start.
Juan Manuel Fangio, der Weltmeister der drei vorangegangenen Jahre wechselte aufgrund eines gestörten Vertrauensverhältnis zwischen ihm und Enzo Ferrari zurück zu Maserati. Mit Maserati wurde Fangio 1954 zusammen mit Mercedes Fahrerweltmeister. Stirling Moss, Vizeweltmeister des Vorjahres wechselte ebenfalls das Team und ging zu Vanwall. Aufgrund der Nichtteilnahme von britischen Teams am Großen Preis von Argentinien fuhr Moss ein letztes Rennen für Maserati und wurde Teamkollege von Fangio. Beide Fahrer hatten zuvor zusammen im Mercedes die Automobil-Weltmeisterschaft 1955 dominiert. Außerdem ging Maserati mit Jean Behra und Carlos Menditéguy an den Start. Für Menditéguy war 1957 die einzige Saison seiner Karriere, in der an mehreren Rennen teilnahm, ansonsten startete er für gewöhnlich nur beim Großen Preis von Argentinien.
Maseratis einziger Konkurrent in diesem Rennen war Ferrari, die mit sechs Fahrzeugen antraten. Mit Luigi Musso, Peter Collins, Eugenio Castellotti und Alfonso de Portago behielt man vier Stammfahrer des Vorjahres. Mike Hawthorn wechselte nach Rennen bei diversen anderen Rennställen zurück zu Ferrari und Cesare Perdisa kam von Maserati. José Froilán González startete wie die Jahre zuvor ebenfalls für Ferrari, jedoch nur bei seinem Heimrennen, Wolfgang Graf Berghe von Trips erhielt keinen eigenen Wagen, durfte im Rennen aber den Perdisa übernehmen.
Ein weiteres italienisches Team, die Scuderia Centro Sud setzte drei Wagen für Harry Schell, Jo Bonnier und Alejandro de Tomaso ein. Für Tomaso war es sein Formel-1-Debüt, er wurde später als Sportwagenhersteller bekannt und trat 1970 mit eigenem Team in der Formel 1 an. Außerdem nahm Luigi Piotti in einem privaten Maserati am Rennen teil.
Für Ferrari verliefen die Monate nach dem Großen Preis von Argentinien 1957 tragisch. Castellotti starb zwei Monate nach dem Rennen bei Testfahrten in Modena. Perdisa war von diesem Ereignis derartig geschockt, dass er seine Karriere beendete. De Portago, der für Ferrari an der Mille Miglia 1957 teilnahm starb bei diesem Rennen bei einem schweren Unfall mit mehreren Toten. Für alle drei Fahrer war der Saisonauftakt 1957 somit das letzte Formel-1-Rennen.
Fangio gewann das Rennen jeweils in den drei Jahren zuvor, Ferrari war zweimal erfolgreich, Maserati einmal auf dieser Strecke. Zwei Wochen später fand an gleicher Stelle ebenfalls ein Grand Prix statt, welcher jedoch nicht zur Weltmeisterschaft gehörte, Fangio gewann auf Maserati.

### Training
Im Training waren die Maserati dem Kontrahenten Ferrari überlegen und sicherten sich die ersten drei Startpositionen. Moss, in seinem letzten Rennen für Maserati fuhr auf die Pole-Position mit fast einer Sekunde Vorsprung auf seinem Teamkollegen Fangio. Wenige Zehntelsekunde hinter Fangio qualifizierte sich Behra für die erste Startreihe, die von Castellotti komplettiert wurde. In Startreihe zwei qualifizierten sich drei Ferraris, Collins vor Musso und Hawthorn. Dahinter platzierte sich Menditéguy auf Platz acht vor Schell auf Startplatz neun und González auf Position zehn.

### Rennen
Den Start des Großen Preises von Argentinien 1957 entschied Maserati für sich. Behra übernahm in der ersten Rennrunde die Führung vor Fangio. Ferrari-Fahrer Castellotti erbte Position drei, nachdem Moss beim Start schlecht wegkam und der Gaszug riss. Er kam daraufhin für eine Reparatur an die Box, die neun Rennrunden lang andauerte.
In Runde drei gelang es Castellotti sowohl Fangio als auch Behra zu überholen und die Führung im Rennen zu übernehmen. Ferrari bewies somit, dass sie, trotz schlechteren Rundenzeiten im Training, im Rennen mit den Maserati mithalten konnten. Es entwickelte sich daraufhin ein spannendes Rennen und ein Kampf um den Sieg zwischen den beiden italienischen Topteams. Behra eroberte sich die Führung in Runde neun zurück, währenddessen Collins sich eine Position nach der anderen nach vorn vorarbeitete und dann seinerseits in Runde 13 die Führung übernahm. Er verteidigte diese Führung zwölf Rennrunden lang vor Behra und Fangio, bis er in Runde 26 gezwungen war das Rennen wegen eines Kupplungsschadens aufzugeben. Behra war dabei die Führung zu erben, als Fangio ihn in der gleichen Runde des Ausfalls von Collins überholte. Fangio blieb im Anschluss bis zur Runde 80 vor seinem Teamkollegen Behra, der den Abstand zu Fangio aber gering hielt. Hinter der Spitze drehte sich Castellotti auf Platz drei liegend, wodurch Hawthorn ihn überholte.
Bei Ferrari zeichnete sich in diesem Rennen starke Probleme mit der Kupplung an fast jedem Wagen ab. Nachdem bereits Collins deswegen ausgeschieden war, folgte in Runde 30 Musso und in Runde 34 Hawthorn, jeweils mit einem Kupplungsdefekt. Castellotti verblieb somit als einziger Ferrari-Fahrer im Rennen, der an die beiden führenden Maserati herankam. Bei den anderen Ferraris, die noch im Rennen waren setzte das Team auf Fahrerwechsel, die in der Automobil-Weltmeisterschaft 1957 eine letzte Saison lang noch regelkonform waren. Portago übernahm in Runde 49 den Wagen von González, währenddessen der bereits ausgeschiedene Collins den Wagen von Perdisa übernahm und diesen später im Rennen noch an Graf Berghe von Trips weitergab.
In Runde 75 brach an Castellottis Wagen ein Radnabenstift und er schied wegen des anschließend verlorenen Rades aus dem Rennen aus. Für Maserati bedeutete dies zu diesem Zeitpunkt des Rennens ein ungefährdeten Doppelsieg, den Fangio und Behra unter sich ausmachten. Behra überholte Fangio in Runde 81, Fangio konterte eine Runde später und führte erneut. In Runde 84 griff Behra ein weiteres Mal Fangio an, verteidigte die gewonnene Führung jedoch auch wieder nur eine Runde lang. Anschließend gelang Behra kein weiteres Überholmanöver und Fangio gewann zum vierten Mal in Folge beim Großen Preis von Argentinien. Dies war Fangios letzter Sieg bei seinem Heim-Grand-Prix und er ist bis heute der Fahrer mit den meisten Siegen dieses Grand Prix, für Maserati war es der zweite und letzte Sieg beim Großen Preis von Argentinien. Menditéguy komplettierte das Podium für Maserati, welches die einzige Podiumsplatzierung seiner Karriere war. Schell erzielte für die Scuderia Centro Sud Platz vier, der einzige Ferrari in den Punkten war der von Portago auf Position fünf. Er teilte sich die letzten Punkte seiner Karriere mit Portago und trat beim Großen Preis von Argentinien 1960 ein letztes Mal für Ferrari bei einem Grand Prix an.
Moss, der mit sieben Runden Rückstand auf Platz acht ins Ziel kam, erhielt einen Punkt für das Erzielen der schnellsten Rennrunde.
In der Fahrerwertung führte nach dem ersten Saisonrennen Fangio vor Behra und Menditéguy.

## Meldeliste
| Team                      | Nr. | Fahrer                         | Chassis                 | Motor           | Reifen |
| ------------------------- | --- | ------------------------------ | ----------------------- | --------------- | ------ |
| Officine Alfieri Maserati | 02  | Juan Manuel Fangio             | Maserati 250F           | Maserati 2.5 L6 | P      |
| Officine Alfieri Maserati | 04  | Stirling Moss                  | Maserati 250F           | Maserati 2.5 L6 | P      |
| Officine Alfieri Maserati | 06  | Jean Behra                     | Maserati 250F           | Maserati 2.5 L6 | P      |
| Officine Alfieri Maserati | 08  | Carlos Menditéguy              | Maserati 250F           | Maserati 2.5 L6 | P      |
| Scuderia Ferrari          | 10  | Peter Collins                  | Ferrari D50             | Ferrari 2.5 V8  | E      |
| Scuderia Ferrari          | 12  | Luigi Musso                    | Ferrari D50A            | Ferrari 2.5 V8  | E      |
| Scuderia Ferrari          | 14  | Eugenio Castellotti            | Ferrari D50A            | Ferrari 2.5 V8  | E      |
| Scuderia Ferrari          | 16  | Mike Hawthorn                  | Ferrari D50A            | Ferrari 2.5 V8  | E      |
| Scuderia Ferrari          | 18  | Cesare Perdisa                 | Ferrari D50             | Ferrari 2.5 V8  | E      |
| Scuderia Ferrari          | 18  | Peter Collins                  | Ferrari D50             | Ferrari 2.5 V8  | E      |
| Scuderia Ferrari          | 18  | Wolfgang Graf Berghe von Trips | Ferrari D50             | Ferrari 2.5 V8  | E      |
| Scuderia Ferrari          | 20  | Alfonso de Portago             | Ferrari D50             | Ferrari 2.5 V8  | E      |
| Scuderia Ferrari          | 20  | José Froilán González          | Ferrari D50             | Ferrari 2.5 V8  | E      |
| Scuderia Centro Sud       | 22  | Harry Schell                   | Maserati 250F           | Maserati 2.5 L6 | P      |
| Scuderia Centro Sud       | 24  | Joakim Bonnier                 | Maserati 250F           | Maserati 2.5 L6 | P      |
| Scuderia Centro Sud       | 26  | Alejandro de Tomaso            | Ferrari 500 Ferrari 625 | Ferrari 2.5 L4  | P      |
| Luigi Piotti              | 28  | Luigi Piotti                   | Maserati 250F           | Maserati 2.5 L6 | P      |

Anmerkungen
1. 1 2 3  Perdisa fuhr den Wagen 30 Runden, Collins 35 Runden und Graf Berghe von Trips 33 Runden.
2. 1 2  de Portago und González fuhren den Wagen jeweils 49 Runden. Das Training bestritt González.

## Klassifikationen

### Qualifying
| Pos. | Fahrer                | Konstrukteur | Zeit   | Start |
| ---- | --------------------- | ------------ | ------ | ----- |
| 01   | Stirling Moss         | Maserati     | 1:42,6 | 01    |
| 02   | Juan Manuel Fangio    | Maserati     | 1:43,4 | 02    |
| 03   | Jean Behra            | Maserati     | 1:44,0 | 03    |
| 04   | Eugenio Castellotti   | Ferrari      | 1:44,2 | 04    |
| 05   | Peter Collins         | Ferrari      | 1:44,6 | 05    |
| 06   | Luigi Musso           | Ferrari      | 1:44,8 | 06    |
| 07   | Mike Hawthorn         | Ferrari      | 1:44,8 | 07    |
| 08   | Carlos Menditéguy     | Maserati     | 1:45,1 | 08    |
| 09   | Harry Schell          | Maserati     | 1:46,4 | 09    |
| 10   | José Froilán González | Ferrari      | 1:46,8 | 10    |
| 11   | Cesare Perdisa        | Ferrari      | 1:48,6 | 11    |
| 12   | Alejandro de Tomaso   | Ferrari      | 1:56,1 | 12    |
| 13   | Joakim Bonnier        | Maserati     | 1:58,2 | 13    |
| 14   | Luigi Piotti          | Maserati     | 1:58,2 | 14    |

### Rennen
| Pos. | Fahrer                                                      | Konstrukteur | Runden | Stopps | Zeit        | Start | Schnellste Runde |
| ---- | ----------------------------------------------------------- | ------------ | ------ | ------ | ----------- | ----- | ---------------- |
| 01   | Juan Manuel Fangio                                          | Maserati     | 100    |        | 3:00:55,9   | 02    |                  |
| 02   | Jean Behra                                                  | Maserati     | 100    |        | + 18,3      | 03    |                  |
| 03   | Carlos Menditéguy                                           | Maserati     | 99     |        | + 1 Runde   | 08    |                  |
| 04   | Harry Schell                                                | Maserati     | 98     |        | + 2 Runden  | 09    |                  |
| 05   | José Froilán González Alfonso de Portago                    | Ferrari      | 98     |        | + 2 Runden  | 10    |                  |
| 06   | Cesare Perdisa Peter Collins Wolfgang Graf Berghe von Trips | Ferrari      | 98     |        | + 2 Runden  | 11    |                  |
| 07   | Joakim Bonnier                                              | Maserati     | 95     |        | + 5 Runden  | 13    |                  |
| 08   | Stirling Moss                                               | Maserati     | 93     |        | + 7 Runden  | 01    | 1:44,7 (75.)     |
| 09   | Alejandro de Tomaso                                         | Ferrari      | 91     |        | + 9 Runden  | 12    |                  |
| 10   | Luigi Piotti                                                | Maserati     | 90     |        | + 10 Runden | 14    |                  |
| –    | Eugenio Castellotti                                         | Ferrari      | 75     |        | DNF         | 04    |                  |
| –    | Mike Hawthorn                                               | Ferrari      | 35     |        | DNF         | 07    |                  |
| –    | Luigi Musso                                                 | Ferrari      | 31     |        | DNF         | 06    |                  |
| –    | Peter Collins                                               | Ferrari      | 26     |        | DNF         | 05    |                  |

## WM-Stand nach dem Rennen
Die ersten fünf des Rennens bekamen 8, 6, 4, 3, 2 Punkte. Der Fahrer mit der schnellsten Rennrunde erhielt zusätzlich 1 Punkt. Es zählten nur die fünf besten Ergebnisse aus acht Rennen.

### Fahrerwertung
| Pos. | Fahrer                | Konstrukteur | Punkte |
| ---- | --------------------- | ------------ | ------ |
| 01   | Juan Manuel Fangio    | Maserati     | 8      |
| 02   | Jean Behra            | Maserati     | 6      |
| 03   | Carlos Menditéguy     | Maserati     | 4      |
| 04   | Harry Schell          | Maserati     | 3      |
| 05   | José Froilán González | Ferrari      | 1      |
| 06   | Stirling Moss         | Maserati     | 1      |
| 07   | Alfonso de Portago    | Ferrari      | 1      |
| 08   | Cesare Perdisa        | Ferrari      | 0      |

| Pos. | Fahrer                         | Konstrukteur | Punkte |
| ---- | ------------------------------ | ------------ | ------ |
| 09   | Peter Collins                  | Ferrari      | 0      |
| 10   | Wolfgang Graf Berghe von Trips | Ferrari      | 0      |
| 11   | Joakim Bonnier                 | Maserati     | 0      |
| 12   | Alejandro de Tomaso            | Ferrari      | 0      |
| 13   | Luigi Piotti                   | Maserati     | 0      |
| –    | Eugenio Castellotti            | Ferrari      | 0      |
| –    | Mike Hawthorn                  | Ferrari      | 0      |
| –    | Luigi Musso                    | Ferrari      | 0      |